# Мифология Древнего Египта
Мифоло́гия Дре́внего Еги́пта — собрание мифов Древнего Египта, которые описывают действия древнеегипетских богов в качестве средства познания мира. Верования, которые выражают эти мифы, являются важной частью древнеегипетской религии. Мифы часто описываются в ранних египетских текстах и искусстве, в рассказах и религиозных материалах, таких как гимны, заупокойные тексты, а также в оформлении храмов. Эти источники редко содержат полное изложение мифа и часто описывают только краткие фрагменты.
Вдохновлённые природными циклами, египтяне воспринимали события своего времени в качестве циклических закономерностей, тогда как самые ранние периоды мифического времени носили линейный характер. Мифы формировались в самые ранние времена, они же объясняли циклы настоящей для древних египтян эпохи. По древнеегипетским представлениям, события их жизни повторяли сюжеты из мифов и тем самым обновляли Маат, богиню, что символизировала фундаментальный порядок вселенной. Среди наиболее важных эпизодов мифического прошлого — мифы о сотворении мира, в которых боги создают вселенную из некоего изначального хаоса; рассказы о царствовании бога солнца Ра на земле; миф об Осирисе, касающийся борьбы богов Осириса, Исиды и Гора против разрушительного бога Сета. Сюжеты этих мифов включают конфликт между сторонниками Маат и силами хаоса, важную роль фараона в поддержании Маат и цикла смертей и возрождений богов.

## История
Путь развития мифологии Древнего Египта трудно проследить. Египтологи пытаются создать обоснованные на письменных источниках (которые появились гораздо позже) гипотезы о становлении и развитии египетской мифологии. Вполне очевидно прослеживается влияние сил природы на мифологию древних египтян. Каждый день восходит солнце, принося тепло и свет на землю, тем самым обеспечивая жизнедеятельность человека. Каждый год разливается Нил, восстанавливая плодородие почвы и способствуя ведению высокопродуктивного земледелия, обеспечивая устойчивый рост и развитие Египетской цивилизации. Таким образом, египтяне заметили, что воды Нила (Нун) и солнце (Ра), являющиеся символами жизни, обладают определённым во времени рядом природных циклов. Эта хрупкая периодичность находилась под постоянной угрозой срыва: необычайно низкие разливы Нила приводили к голоду, а наводнения уничтожали посевы и жилища древних египтян. Наряду с этим, гостеприимная долина Нила была окружена суровой пустыней, населённой враждебными народами, с которыми египтяне периодически воевали и считали их нецивилизованными. В свою очередь, египтяне считали, что их земля является изолированным местом стабильности Маат, находящимся в окружении и под постоянной угрозой хаоса Исфет. Принцип Маат включает в себя как правильность и закономерность развития вселенной, так и сплочённость общества, и что особенно важно, ответственность царя и простого смертного за свои поступки. Маат символизировала собой великий божественный порядок и закон, дарованный вселенной Богом-творцом во время сотворения мира, согласно которому сменяют друг друга времена года, движутся в небесах звёзды и планеты, существуют и взаимодействуют боги и люди. Маат воплощала в себе принцип локальной гармонии, воссоединяя локальный и вселенский миропорядок, небо и землю, провозглашая новое торжество порядка во вселенной над первозданным океаном Нуна. Именно эта идея обновления проявляется в египетской религиозной мысли.

## Пантеон
Древнеегипетская мифология, со всем присущим ей разнообразием богов, являлась результатом слияния независимых племенных культов.

### Изображение
Египетские боги отличаются необычным, порой весьма причудливым видом. Это связано с тем, что религия Египта складывалась из множества локальных верований. Со временем некоторые боги приобрели аспекты, а некоторые сливались друг с другом, например, Амон и Ра образовали единого бога Амона-Ра. Всего египетская мифология насчитывает около 700 богов, хотя большинство из них почитались лишь в определённых местностях.
Большинство богов представляют собой гибрид человека с животным, хотя у некоторых об их природе напоминают только украшения, как скорпион на голове богини Селкет. Несколько богов представлены абстракциями: Амон, Атон, Нун, Бехдети, Кук, Ниау, Хех, Герех, Тенему.

## Мифы

### Сотворение мира
В египетской мифологии не существовало единых представлений о сотворении мира. Главные религиозные центры Древнего Египта — Иуну (Гелиополь), Хемену (Гермополь) и Мемфис — выработали различные варианты космогонии и теогонии.
Жрецы Гелиополя, центра культа Солнца, ставили в центр мироздания солнечного бога Ра и считали его отцом всех прочих богов. Он и восемь его потомков образовывали так называемую эннеаду Гелиополя. По гелиопольской легенде, Атум появился из изначальных вод, и по его воле из них же начал расти священный камень Бен-нь Бенбен. Стоя на его вершине, Атум породил Шу, бога воздуха, и Тефнут, богиню влаги. Эта пара родила своих детей — бога земли Геба и богиню неба Нут. Эти первые поколения богов представляют в эннеаде основу творения. Геб и Нут произвели на свет Осириса, Исиду, Сета и Нефтиду, олицетворяющих соответственно плодородную пойму Нила и бесплодную пустыню.
Противоположная версия существовала в городе Гермополисе, где считали, что мир произошёл от восьмерых древних божеств, так называемой огдоады. Эта восьмёрка состояла из четырёх пар богов и богинь, символизирующих элементы творения. Нун и Наунет соответствуют изначальным водам, Ху и Хаухет — бесконечности пространства, Кук и Каукет — вечной тьме. Четвёртая пара неоднократно менялась, но, начиная с Нового царства, она состоит из Амона и Амаунет, олицетворяющих невидимость и воздух. По гермопольской версии, эти божества были матерями и отцами бога солнца, принесшего в мир свет и дальнейшее творение.
Ещё одна версия творения появилась в Мемфисе и ставила в центр мифа о сотворении Птаха, бога-покровителя ремесел, строителей и самого города. Мемфисская теология во многом перекликается с гелиопольской, однако учит, что Птах предшествовал богу солнца, и последний был создан его языком и сердцем. Это первая известная теология, основанная на принципе логоса, то есть созидании словом и волей.

### Осирический цикл

#### Убийство Осириса
Смотри также: Миф об Осирисе

#### Тяжба Гора и Сета
Исида тайно родила от Осириса сына Гора на плавучем острове Хеммис (егип. Akh-bity «папирусовые заросли фараона Нижнего Египта») в Нижнем Египте. Согласно грекам, это место лежит неподалёку от Буто, хотя для египтян расположение его не считалось важным и понималось как некое священное уединение. Чтобы уберечь сына от гнева Сета, Исида положила младенца в корзину или сундук и пустила по водам Нила. Божественная няня Рененутет заботилась о нём, пока он не открыл себя миру, «надев свой пояс в густых зарослях» (то есть возмужал).
Побуждаемый духом Осириса, Гор решил стать «мстителем за своего отца». Он идёт, «обутый в белые сандалии», на поединок с Сетом, требуя перед судом богов осуждения обидчика и возвращения наследства Осириса ему. 
У него нашлись союзники. Исида выступала на стороне сына в его противостоянии с Сетом за трон, но также из добрых сестринских чувств иногда приходила на выручку брату Сету. Однажды Исида освободила пленника Гора, и тот так разгневался, что отрубил матери голову. Тоту удалось предотвратить её смерть, но остальные боги отвернулись от Гора.

Особенно дорого война стоила людям, потому что именно они были в армиях, которые Гор и Сет направили друг против друга. Гор напал на Нубию, в которой правил Сет, и одержал практически полную победу над его войском. Тогда Сет сам вступил в бой. Его битва с Гором не принесла никому победы, однако Нубия отошла к Гору.
В ходе ожесточённой схватки Сет вырвал левый глаз Гора, а Гор отсёк Сету гениталии. Исида исцелила сына; иногда также спасителем считают Тота. Лунный глаз Гора (Уаджет - егип. wɟt) стал символом исцеления и защиты от опасности и со времён Древнего Царства использовался как амулет. В наши дни глаз Гора изображается по обе стороны носа судов, курсирующих по Нилу.
Ра, видевший, что мир пустеет, потому что никто не хотел прекращать борьбу, созвал остальных богов на совет, чтобы решить, кто должен стать фараоном всего мира. Однако боги разделились во мнениях, и в конце концов воззвали к богине мудрости Маат. Она указала на Гора, однако Сет не собирался так просто сдаваться и возобновил войну. Тогда вмешался Осирис и заставил богов принять совет Маат.
После длительной тяжбы, продолжавшейся 80 лет (по одному из вариантов мифа), Гор признаётся правомочным (по-египетски — «правогласным») наследником Осириса и получает царство; Тот записывает решение суда богов. Мир разделён: Гору досталась чёрная земля Египта, Сету — красная земля пустыни.
Победив Сета, Гор воскрешает отца, дав ему проглотить своё око, но тот не желает оставаться на земле и становится повелителем мёртвых в Дуате. Земной трон занимает Гор.
Мифологическая история Осириса и Сета прослеживается в сюжете древнеегипетского литературного произведения «Повесть о двух братьях» (около 1200—1194 года до н. э.) и сказке «Правда и Кривда» (около 1292—1191 года до н. э.).

### Миф об истреблении людей
Было время, когда боги жили на Земле среди людей, а Ра был фараоном и в царстве богов, и в загробном мире. Но со временем он стал дряхлым и слабым, и не одни боги решили воспользоваться этим — люди тоже заметили слабость Ра и объединились против него. Но Ра знал о заговоре против него и созвал богов на совет, чтобы обсудить, как подавить восстание. Собрание проходило тайно, чтобы люди не узнали, что их замысел раскрыт. Решение было единогласным, по совету бога Нуна: его сын Ра должен оставаться на троне и послать к людям свой глаз в форме богини Сехмет, чтобы покарать их.
Для этой цели была выбрана Хатхор, и после превращения в злобную львицу Сехмет она отправилась к людям, чтобы начать кровопролитную бойню.
Ра увидел бесчинства Сехмет и решил спасти людей от окончательной гибели. Он даёт приказ некоему мельнику в Гелиополе размолоть ячмень для пива. Подкрашенное охрой (или красным гематитом) пиво, похожее на кровь, ночью разлили по земле. Утром пришла кровожадная богиня, стала пить это пиво и опьянела. Люди были спасены, и с тех пор богине приносили в жертву пиво.
Настолько всё это огорчило Ра, что он решил уйти из мира. Он забрался на спину Нут, превратившейся в корову, и она унесла его в небо. Другие боги схватились за её живот, и превратились на пути к небу в звёзды. С тех пор небо с землёй разделены, как и боги с людьми. 
Этот миф известен из «Книги Небесной Коровы», впервые записанной полностью в эпоху Нового царства; одна такая книга найдена в гробнице Сети I (KV17).
Похожая история «Календарь о счастливых и несчастливых днях» с участием Хатхор, Сехмет, Уаджит и Ра встречается на Каирском папирусе 86637 и касается затмения переменной звезды Алголь.